# Leucanopsis lineata
Leucanopsis lineata är en fjärilsart som beskrevs av William Schaus 1894. Leucanopsis lineata ingår i släktet Leucanopsis och familjen björnspinnare. Inga underarter finns listade i Catalogue of Life.